# Плоцький повіт
Плоцький повіт (пол. powiat płocki) — один з 37 земських повітів Мазовецького воєводства Польщі.
Утворений 1 січня 1999 року в результаті адміністративної реформи.

## Загальні дані
Повіт знаходиться у західній частині воєводства.
Адміністративний центр — місто Плоцьк (не належить до повіту).
Станом на 1.01.2008 населення становить 106 769 осіб, площа 1796,28 км².

## Демографія
Демографічні дані повіту станом на 30.06.2005:
|       | Всього  | Всього | Жінки  | Жінки | Чоловіки | Чоловіки |
| ----- | ------- | ------ | ------ | ----- | -------- | -------- |
|       | осіб    | %      | осіб   | %     | осіб     | %        |
| Повіт | 106 067 | 100    | 53 389 | 50,3  | 52 678   | 49,7     |
| Міста | 9925    | 100    | 5169   | 52,1  | 4756     | 47,9     |
| Села  | 96 142  | 100    | 48 220 | 50,2  | 47 922   | 49,8     |